# Jiří Kůs
Jiří Kůs (* 10. srpna 1963, Vimperk) je český podnikatel, psycholog, předseda Asociace nanotechnologického průmyslu ČR, propagátor nanotechnologií a konceptu třetí průmyslové revoluce amerického ekonoma Jeremy Rifkina.

## Život
Vystudoval gymnázium ve Strakonicích, dále průmyslovou energetiku a později i sociologii a psychologii. Dvacet let se věnoval oboru průmyslové automatizace, zahraničnímu obchodu a marketingu. Byl obchodním ředitelem české pobočky italské společnosti Lovato Electric. Je spoluzakladatelem firmy nanoSPACE, která využívá nanovlákno v antialergických lůžkovinách. Je duchovním otcem projektu Česko je nano a byl iniciátorem založení Asociace nanotechnologického průmyslu ČR, od roku 2015 je jejím výkonným předsedou.
Od roku 2014 se aktivně věnuje formou přednášek, rozhovorů pro média a veřejných vystoupení propagaci konceptu třetí průmyslové revoluce a jejím dopadům na změny ekonomického paradigmatu na celou společnost.
Jeho další profesní oblastí je vedle nových technologií klinická psychologie. Je členem České společnosti pro Rorschacha a projektivní metody.
Žije ve Vodňanských Svobodných Horách a v Praze.